# Pelochelys signifera
Pelochelys signifera är en sköldpaddsart som beskrevs av  Robert G. Webb 2002. Pelochelys signifera ingår i släktet Pelochelys och familjen lädersköldpaddor. Inga underarter finns listade i Catalogue of Life.

## Utbredning och ekologi
Arten förekommer på Nya Guinea. Den lever i öns norra del i träskmarker intill vattendrag och insjöar. Troligtvis besöker sköldpaddan havets kust. Skölden är vanligen 55 cm lång och ett exemplar hade en 100 cm lång sköld. Som föda antas fiskar, krabbor och andra kräftdjur. En generation är uppskattningsvis 10 till 15 år lång.

## Hot
Arten och äggen samlas som mat. Beståndet hotas dessutom av landskapsförändringar. Enligt uppskattningar minskar hela populationen med lite över 30 procent under 45 år. IUCN listar arten som sårbar (VU).